# Sunday Mornin' Comin' Down
Sunday Mornin' Comin' Down è un brano musicale composto da Kris Kristofferson reso popolare nel 1969 da Ray Stevens prima di diventare un successo da primo posto in classifica nella versione di Johnny Cash nel 1970.

## Il brano
Nell'interpretazione di Stevens la canzone raggiunse la 55ª posizione nella classifica di Billboard Hot Country Singles, e la numero 81 nella Billboard Hot 100 nel 1969. Inoltre fu inclusa dall'autore sul proprio album Kristofferson nel giugno 1970. Nel corso di un'intervista del 2013, Kristofferson disse che la canzone gli "aveva aperto un sacco di porte": «Tante persone che ammiravo, ammiravano la canzone. In effetti, fu il brano che mi permise di smettere di lavorare per vivere».

## Cover di Johnny Cash
Il successo maggiore la canzone lo riscosse nell'interpretazione di Johnny Cash, che la eseguì dal vivo al Ryman Auditorium durante la registrazione di una puntata del Johnny Cash Show nel 1969. Il brano sarebbe stato incluso nell'album The Johnny Cash Show l'anno successivo, e pubblicato su singolo (Columbia Records 4-45211). La versione di Cash vinse il premio Country Music Association Award come "Canzone dell'anno" per il 1970 e raggiunse la vetta della classifica country statunitense.
Secondo quanto riferito da Kristofferson, a Cash era stato chiesto di cambiare il verso: «I'm wishing Lord that I was stoned» (con il suo riferimento alla marijuana) per la performance televisiva, ma egli si rifiutò e cantò la canzone senza censure.

## Altre cover
- Frankie Laine incise una reinterpretazione della canzone nel 1977 per il suo album Life is Beautiful.
- Shawn Mullins incluse una versione del brano in Soul's Core del 1998.[4]
- Nel 2006 la band Me First and the Gimme Gimmes incluse una versione della canzone in Love Their Country.
- Jerry Lee Lewis inserì la sua reinterpretazione della canzone in Mean Old Man (2010).